# Мискевич, Михал
Михал Мискевич (пол. Michał Adam Miśkiewicz; 20 января 1989, Краков, Польша) — польский футболист, вратарь.

## Биография
В футбол начал играть в Кракове. В начале сезона 2007/08 перешёл из польского клуба «Кмита» (Забежув) в «Милан», выступающий в Серии A. Он провёл в клубе два сезона в молодёжных составах. Сначала играл в команде до 19 лет, с которой выиграл финал Campionato Berretti 2009 года, а затем сыграл несколько игр за состав до 20 лет.
В июле 2009 года Мискевич был отдан в аренду в клуб Кьево (Верона), но не сумел пробиться в основной состав клуба и продолжал играть в молодёжных составах.
В начале сезона 2010/11 года был снова отдан в аренду в клуб Кроциати (Ночето), выступающий Lega Pro Seconda Divisione. Свой дебют на взрослом уровне провёл 18 августа 2010 года во втором матче группового турнира Coppa Italia Lega Pro против Карпи, в котором Кроциати проиграло 0:1. Дебют в лиге состоялся только 27 марта 2011 года в домашнем поражении 0:1 от клуба «Аквила». Один матч провёл за клуб Зюйдтироль (Брессаноне) из Серии С1.
19 июня 2012 года подписал двухлетний контракт с краковской «Вислой». Дебютировал в Экстраклассе 8 декабря 2012 года в матче с любинским «Заглембе», проигранном Вислой со счётом 1:4.
Сыграл один матч в составе сборной Польши до 19 лет, в котором поляки выиграли 3:1 у сверстников из России в августе 2007.